# Michel-Antoine Burnier
Pour les articles homonymes, voir Burnier.
Michel-Antoine Burnier est un journaliste et écrivain français, né le 2 mai 1942 à Chambéry et mort le 27 mai 2013 à Paris 13e,.

## Biographie
Né dans une famille bourgeoise de Chambéry, Burnier abandonne le catholicisme vers les 15 ans, devenant lecteur avide de Jean-Paul Sartre, duquel il deviendra proche. Il fait une hypokhâgne au lycée du Parc (Lyon), puis aide le FLN durant la guerre d'Algérie (communication, valises...). En 1960, il s'inscrit avec son cousin, Frédéric Bon,, à Sciences-Po, à Paris. Les deux cacheront Mohamed Boudia, évadé du Mans, une petite semaine à Paris. Il participe ensuite comme rédacteur en chef à la création du mensuel L'Événement d'Emmanuel d'Astier de La Vigerie en 1966. Il milite avec son cousin Patrick Rambaud au Parti socialiste unifié (PSU) et collabore avec André Burguière au journal Tribune étudiante. Il participe également à la création du journal Action en mai 68.
Il participe en 1970 avec Jean-François Bizot, Jean Georgakarakos et Jean Luc Young à la reprise d'Actuel dont il est le rédacteur en chef. Il est très proche de Bernard Kouchner ; leur rencontre remonte à leur militantisme à l'UEC au début des années 1960, Burnier écrivant également dans Clarté, l'organe de presse de l'UEC. En 1966, il publie Les existentialistes et la politique (édition Gallimard) qui reprend un mémoire présenté au diplôme de l'Institut d'Études Politiques de Paris en 1963 dans lequel il décrit le rôle de la revue Les Temps modernes comme 'entreprise de dévoilement : dévoiler pour changer', pour être la mauvaise conscience de la gauche. Il entame dans le no 1 de L'Esprit libre une série historique économique, La Véritable Histoire des Français dont il n'écrit que le premier article.
Avec son cousin Patrick Rambaud, Michel-Antoine Burnier a écrit une quarantaine de pastiches, allant du texte court au véritable livre tels que le Roland Barthes sans peine, Le tronc et l'écorce (François Mitterrand), La farce des choses (Simone de Beauvoir) ou Un navire dans tes yeux (Françoise Sagan). Parmi les autres victimes du tandem : Louis Aragon, Charles de Gaulle, Philippe Sollers, André Malraux.
Les deux auteurs ont également publié Le Journalisme sans peine (éditions Plon, 1997), relevé sous forme de manuel des tics journalistiques (métaphores boiteuses, typographie engendrant la confusion, etc.). Ils y relevaient notamment la montée de la « novlangue » : « aujourd'hui, les mots qui heurtent par trop de réalisme doivent être adoucis. On ne parlera plus de mort mais de non-vie, d'aveugle mais de non-voyant. La non-volonté du gouvernement marque mieux en douceur un refus. Mal-comprenant passe mieux que con. »
Ils observent dans le même livre l'appauvrissement du vocabulaire par l'emploi journalistique de mots « réducteurs » tels que « revisiter » : « [les réducteurs] se présentent comme des formules à tout dire. Leur but est clair : réduire la diversité de l’information. Au lieu d’avoir à choisir entre sept verbes (adapter, changer, corriger, modifier, reconsidérer, rénover, revoir), vous aurez recours à revisiter (de l’anglais to revisit : retourner voir) ».
En juin 1985, il publie dans Actuel un article mettant en cause Boris Holban dans la chute du réseau de résistants animé par Missak Manouchian, quelques jours avant la sortie du film de Mosco Boucault Des terroristes à la retraite.
Il meurt le 27 mai 2013 à l'âge de 71 ans des suites d'un cancer.

## Ouvrages
- Les Existentialistes et la politique, essai, Gallimard, 1966
- Les Nouveaux Intellectuels, essai, avec Frédéric Bon, Cujas 1966
- Si mai avait gagné, politique fiction, avec Frédéric Bon, dessins de Wolinski, J-J Pauvert, 1968
- La Philosophie, ouvrage collectif, CAL, 1969
- La Chute du général, récit, Lattès, 1969
- La France sauvage, récit, avec Bernard Kouchner, 1970
- Classe ouvrière et Révolution, essai, avec Frédéric Bon, Le Seuil, 1971
- C'est demain la veille, entretiens, ouvrage collectif, Le seuil, 1973
- Les Voraces, tragédie en cinq actes et en vers, avec Frédéric Bon et Bernard Kouchner, Balland, 1974
- Les Aventures communautaires de Wao-le-Laid, avec Patrick Rambaud, dessins de Gotlib, Belfond, 1974
- Les Complots de la Liberté, roman historique (Prix Alexandre-Dumas) avec Patrick Rambaud, Grasset, 1975
- Rire et Rire 2, parodies, ouvrage collectif, Le sagittaire, 1976
- Actuel par Actuel, récit, ouvrage collectif, Stock, 1977
- 1848, roman historique (prix Lamartine) avec Patrick Rambaud, Grasset, 1977
- Parodies, avec Patrick Rambaud, Balland, 1977, nouvelle édition sous le titre La farce des Choses, 1982
- Politique Follies, facétie, avec Frédéric Bon et Léon Mercadet, ed. Actuel, 1977
- Le Roland-Barthes sans peine, parodie, avec Patrick Rambaud, Balland, 1978
- Histoire du socialisme, Janninck, 1977, nouvelle édition 1981
- Le Testament de Sartre, Orban, 1982
- Que le meilleur perde, essai, avec Frédéric Bon, Balland, 1986
- Faisons un rêve, facétie, avec Léon Mercadet,Balland, 1987
- Que le meilleur perde, suite, essai, Plon, 1992
- Comment devenir président de la République en 90 minutes, roman interactif, avec Léon Mercadet et Jean-Paul Gourévitch, Plon, 1992
- A ma fille, récit, Laffont 1993
- Le Secret de l'abbé Pierre, essai, avec Cécile Romane[8], Mille et une Nuits, 1996
- Le Journalisme sans peine, facétie, avec Patrick Rambaud, Plon, 1997
- L'Adieu à Sartre, essais, suivi du Testament de Sartre, Plon, 2000
- Les Paradis terrestres, essai, Présenté par Florent Massot 2000
- L'Europe... de Jules César à l'euro, récit, avec Christine Ockrent, Laffont, 1999
- La Voix des spectres, satires, suivies des Coriaces, tragédie en cinq actes et en vers, Julliard, 2003
- Sartre, roman, avec Michel Contat, Grasset, 2006
- Les 7 vies du Dr Kouchner, biographie, XO, 2008
- Il est midi dans le siècle, roman d'uchronie, avec Léon Mercadet, Laffont, 2013

## Scénarios
- Sartre, l'âge des passions, scénario original, avec Michel Contat, Jacques Kirsner et la collaboration de Claude Goretta qui a réalisé le téléfilm, 2006.